# Îles Chandeleur
Les îles Chandeleur ou îles de Chandeleur se situent dans le golfe du Mexique, au large des côtes de la Louisiane.

## Géographie
Elles forment une chaîne d’îles-barrières inhabitées d'environ 80 km de long et sont composées de 7 îles principales :
- North Chandeleur Islands :
  - Chandeleur Island (la plus longue)
  - North Island
  - New Harbor Island
  - Freemason Island
- South Chandeleur Islands :
  - Curlew Island
  - Grand Gosier Island
  - Breton Island (en)

## Histoire
Les îles ont été formées il y a plus de deux mille ans dans le delta du Mississippi.
Les îles ont été nommées au début du XVIIIe siècle par des colons français lors de l'exploration du fleuve par l'explorateur Pierre Le Moyne d'Iberville (1661-1706), qui les découvrit le 1er février 1700, la veille du jour de la fête religieuse de la Chandeleur.
Les îles ont été constituées en réserve naturelle en 1904. Elle est le second plus ancien refuge pour oiseaux du système National Wildlife Refuge.

### Effets des ouragans
Avant la destruction par un ouragan en 1915, il y avait une colonie de pêcheurs sur les îles, et même plus tôt, de l’agriculture. Le Phare des îles Chandeleur, construit en 1895, était un point de repère et un endroit reconnaissable pour les marins et les pilotes survolant le golfe du Mexique. Les îles ont été constamment érodées et modifiées par l’action des vagues, et de façon plus spectaculaire après les tempêtes qui ont suivi les ouragans.
Les îles ont généralement rétréci et migré vers la terre depuis la fin du XIXe siècle. Une enquête réalisée dans les années 1980 a estimé qu’elles existeraient encore environ trois siècles. Avant 1996, le front de mer des îles perdait environ 20 à 30 pieds de terre chaque année, principalement remplacés à l’arrière. De 1996 à 2004, le taux de perte est passé à environ 300 pieds (91 mètres) par an. En 1998, l’ouragan Georges a détruit les îles et laissé le phare au milieu de l’océan, et les îles-barrières ont tout juste récupéré lorsque l’ouragan Katrina a frappé le 29 août 2005.
Cependant, l’effet combiné de l’ouragan Dennis et de l’ouragan Katrina en 2005 a réduit l’île à des hauts-fonds ou des formations souterraines et a renversé le phare de l’île Chandeleur. De puissantes tempêtes peuvent produire des changements qui auraient autrement pris de nombreuses années. Une étude publiée en 2006 par des géologues de l’Université de La Nouvelle-Orléans montre que les modèles habituels de sable et de sédiments qui ont reconstruit les îles après de grandes tempêtes n’ont pas été restaurés depuis que Katrina a retravaillé la région. Il existe également des preuves de glissements de terrain sans précédent sur le fond marin du côté du golfe du Mexique, permettant potentiellement à des vagues plus fortes avec un impact érosif plus important d’atteindre les îles. Les modèles numériques développés par d’autres géologues marins indiquent que les îles pourraient être en grande partie submergées d’ici quelques décennies en raison de l’élévation du niveau de la mer, de l’isolement des sédiments du delta du Mississippi, des fondations de boue, des problèmes de transport des sédiments et des tempêtes destructrices.

## Galerie

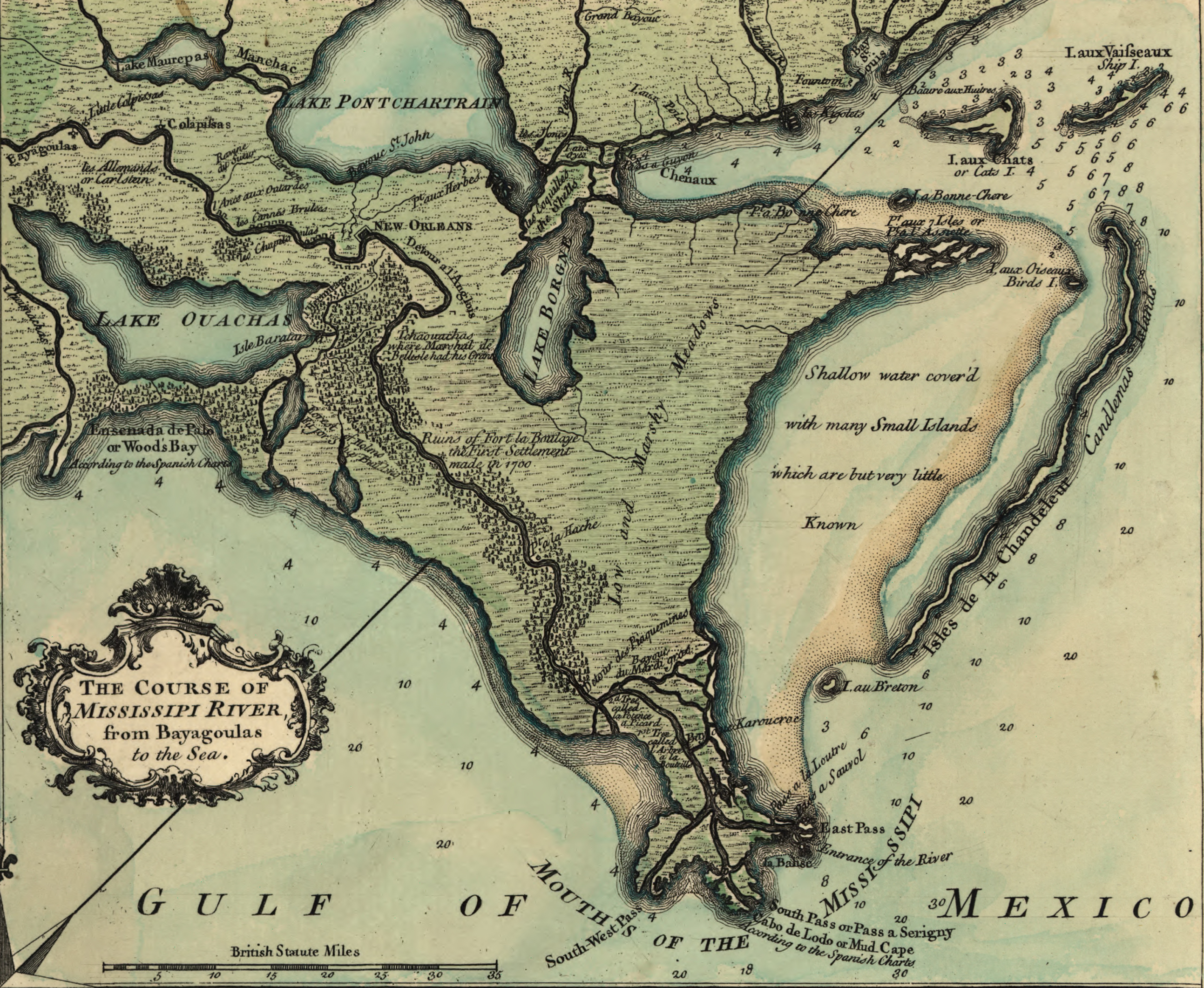
Carte de 1720
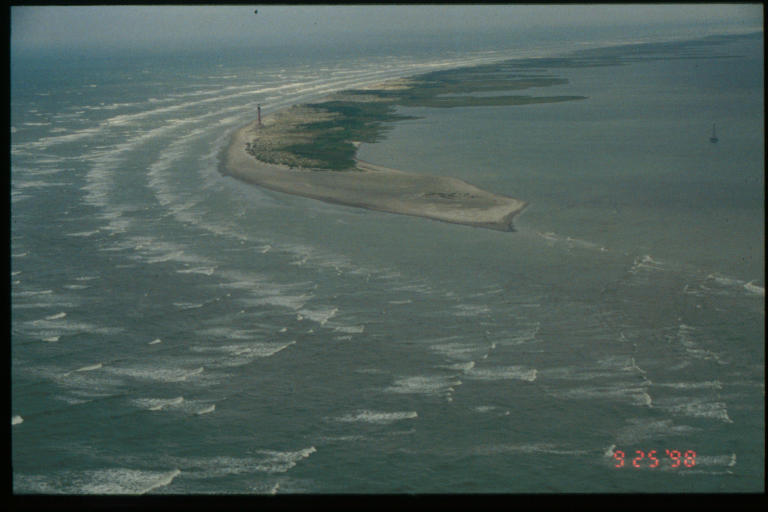
Pointe nord avec le phare
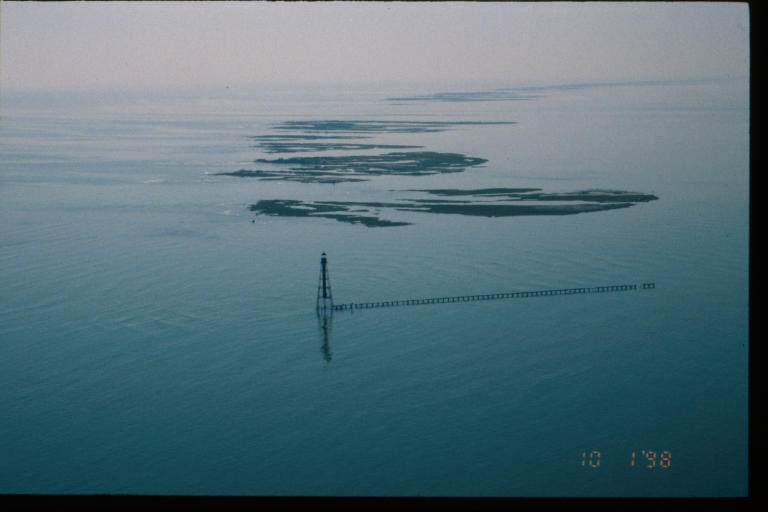
Après l'ouragan Georges (1989)
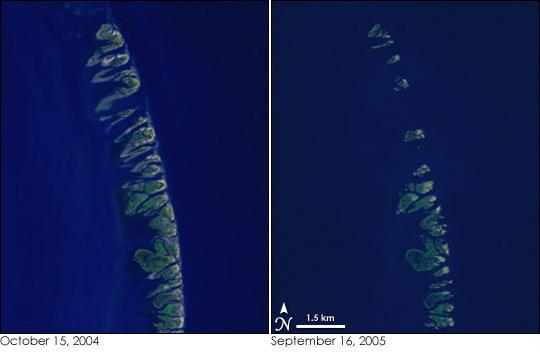
Avant et après l'ouragan Katrina (2005)

### Webographie
- Notices d'autorité :   - VIAF
  - LCCN
  - Israël